# Qualificazioni al campionato europeo dei piccoli stati maschile di pallavolo 2007
Le qualificazioni al campionato europeo dei piccoli stati maschile di pallavolo 2007 si sono svolte dal 5 maggio al 1º luglio 2006: al torneo hanno partecipato otto squadre nazionali europee di stati con meno di un milione di abitanti e tre di queste si sono qualificate al campionato europeo dei piccoli stati 2007.

## Regolamento
Le squadre hanno disputato una fase a gironi con formula del girone all'italiana: le prime due classificate di ogni girone si sono qualificate per il campionato europeo dei piccoli stati 2007 (anche la nazionale del paese organizzatore, nonostante già qualificata, ha partecipato alle qualificazioni: nel caso in cui questa si classifichi tra le prime due del proprio girone, nessun'altra nazionale è ripescata).

## Squadre partecipanti
- Andorra
- Cipro
- Fær Øer
- Groenlandia
- Irlanda del Nord
- Islanda
- Lussemburgo
- Scozia

## Torneo
| Girone A    | Girone B         |
| ----------- | ---------------- |
| Andorra     | Fær Øer          |
| Cipro       | Irlanda del Nord |
| Groenlandia | Islanda          |
| Scozia      | Lussemburgo      |

### Girone A

#### Risultati
| 5 maggio 2006 Centre els Serradells, Andorra la Vella Durata: 1h:03 - Spettatori: 25  | Scozia      | 3 - 0 | Groenlandia | 25-12, 25-14, 25-17               |
| 5 maggio 2006 Centre els Serradells, Andorra la Vella Durata: 2h:10 - Spettatori: 150 | Cipro       | 3 - 2 | Andorra     | 25-16, 18-25, 25-23, 23-25, 15-12 |
| 6 maggio 2006 Centre els Serradells, Andorra la Vella Durata: 1h:38 - Spettatori: 35  | Cipro       | 3 - 1 | Scozia      | 21-25, 25-20, 25-21, 25-21        |
| 6 maggio 2006 Centre els Serradells, Andorra la Vella Durata: 1h:03 - Spettatori: 75  | Andorra     | 3 - 0 | Groenlandia | 25-15, 25-11, 25-22               |
| 7 maggio 2006 Centre els Serradells, Andorra la Vella Durata: 1h:20 - Spettatori: 25  | Groenlandia | 0 - 3 | Cipro       | 19-25, 33-35, 18-25               |
| 7 maggio 2006 Centre els Serradells, Andorra la Vella Durata: 1h:14 - Spettatori: 100 | Scozia      | 0 - 3 | Andorra     | 19-25, 19-25, 17-25               |

#### Classifica
| Pos | Squadra     | Pt | G | V | P | SV | SP | Ratio | PF  | PS  | Ratio |
| --- | ----------- | -- | - | - | - | -- | -- | ----- | --- | --- | ----- |
| 1   | Cipro       | 6  | 3 | 3 | 0 | 9  | 3  | 3.000 | 287 | 258 | 1.112 |
| 2   | Andorra     | 5  | 3 | 2 | 1 | 8  | 3  | 2.667 | 251 | 209 | 1.201 |
| 3   | Scozia      | 4  | 3 | 1 | 2 | 4  | 6  | 0.667 | 217 | 214 | 1.014 |
| 4   | Groenlandia | 3  | 3 | 0 | 3 | 0  | 9  | 0.000 | 161 | 235 | 0.685 |

### Girone B

#### Risultati
| 29 giugno 2006 Lagan Valley LeisurePlex, Lisburn Durata: 1h:01 - Spettatori: 150 | Irlanda del Nord | 0 - 3 | Islanda     | 14-25, 16-25, 23-25              |
| 29 giugno 2006 Lagan Valley LeisurePlex, Lisburn Durata: 1h:14 - Spettatori: 50  | Fær Øer          | 0 - 3 | Lussemburgo | 20-25, 22-25, 22-25              |
| 30 giugno 2006 Lagan Valley LeisurePlex, Lisburn Durata: 1h:15 - Spettatori: 50  | Islanda          | 0 - 3 | Fær Øer     | 20-25, 19-25, 19-25              |
| 30 giugno 2006 Lagan Valley LeisurePlex, Lisburn Durata: 1h:15 - Spettatori: 80  | Irlanda del Nord | 0 - 3 | Lussemburgo | 18-25, 20-25, 11-25              |
| 1º luglio 2006 Lagan Valley LeisurePlex, Lisburn Durata: 1h:57 - Spettatori: 50  | Islanda          | 3 - 2 | Lussemburgo | 21-25, 25-21, 25-21, 15-25, 15-7 |
| 1º luglio 2006 Lagan Valley LeisurePlex, Lisburn Durata: 1h:12 - Spettatori: 50  | Irlanda del Nord | 0 - 3 | Fær Øer     | 13-25, 12-25, 23-25              |

#### Classifica
| Pos | Squadra          | Pt | G | V | P | SV | SP | Ratio | PF  | PS  | Ratio |
| --- | ---------------- | -- | - | - | - | -- | -- | ----- | --- | --- | ----- |
| 1   | Lussemburgo      | 5  | 3 | 2 | 1 | 8  | 3  | 2.667 | 249 | 212 | 1.175 |
| 2   | Fær Øer          | 5  | 3 | 2 | 1 | 6  | 3  | 2.000 | 212 | 181 | 1.171 |
| 3   | Islanda          | 5  | 3 | 2 | 1 | 6  | 5  | 1.200 | 234 | 227 | 1.031 |
| 4   | Irlanda del Nord | 3  | 3 | 0 | 3 | 0  | 9  | 0.000 | 150 | 225 | 0.667 |

## Squadre qualificate
- Andorra
- Fær Øer
- Lussemburgo